# 내 슬픈 창녀들의 추억

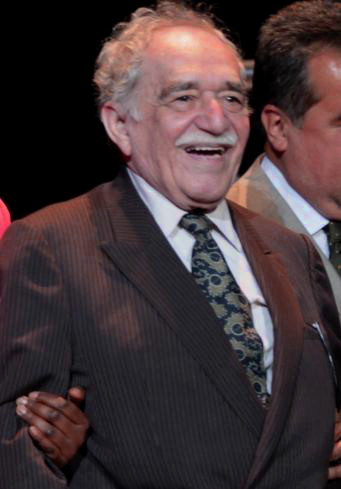

《내 슬픈 창녀들의 추억》(스페인어: Memoria de mis putas tristes)은 가브리엘 가르시아 마르케스의 소설 작품으로, 2004년 10월 발표됐다.

## 줄거리
주인공은 평생 결혼하지 않고 혼자 살다 90세 생일을 맞은 노인으로, 신문기자이며 스페인어 교사이다. 그는 12살때부터 사창가의 여자들과 사랑하는 법을 배웠으며 돈을 주지 않고 관계를 맺은 적은 한번도 없다. 밤의 여자들 때문에 결혼할 시기도 놓쳤다. 주인공은 아흔번째 생일에 그는 열네 살의 숫처녀와 하룻밤을 보내기로 결심한다.